# Brawijaya Stadium
Das Brawijaya Stadium ist ein Fußballstadion mit einer ungenutzten Leichtathletikanlage in der indonesischen Stadt Kediri in der Provinz Jawa Timur auf der Insel Java.
Die 1983 eröffnete Anlage hat ein Fassungsvermögen von 20.000 Personen und ist die Heimspielstätte des Erstligisten Persik Kediri.